# 발해사
발해사(渤海使)는 발해에서 일본을 방문할 목적으로 파견한 사절단이다. 발해에서 일본에 사신을 처음으로 파견한 내용은 『속일본기』 신구 5년조에 실려 있다. 이에 따르면 728년(발해 [ 무왕] 10) 고제덕(高齊德) 일행은 대무예(大武藝), 즉 무왕(武王, 재위 719~737)의 서신과 함께 교역품으로 담비 가죽 300장을 가져왔으며, 일본에서는 답례품으로 비단과 명주, 실, 면 등을 보냈다고 한다.. 이 일을 계기로 발해와 일본의 교류 관계는 지속적으로 유지되었는데, 동경용원부(東京龍原府)에서 일본까지 이어지는 교통로인 일본도(日本道)가 『신당서(新唐書)』에 기록될 정도로 양국 간의 교류는 활발하였던 것으로 보인다.
그런데 727년 발해와 일본 사이에 처음으로 사신이 오가면서 양국의 물품을 주고받는 장면을 통해 볼 때, 사신을 파견한 목적이 단지 정치⋅외교적 측면에만 있지는 않았던 것으로 생각된다. 이를 보다 분명하게 보여 주는 것이 바로 『일본 삼대 실록(日本三代實錄)』 권21, 정관(貞觀) 14년 5월 20～22일조 기사이다. 이에 따르면 872년(정관 14) 5월 20일에 발해객(渤海客)은 일본 천황가의 재산을 관리하는 관부인 내장료와 교역을 진행하였다고 한다. 이때 발해객이란 사신을 포함한 발해의 사절단을 통칭하는 것으로 이해된다. 따라서 5월 20일에 이루어진 내장료와의 교역은 공무역에 해당한다고 볼 수 있다. 5월 21일에는 도성 사람들과, 5월 22일에는 시전 사람들과 교역을 각각 진행하였는데, 이는 사무역에 해당한다. 이렇듯 공무역이 이루어진 다음에 사무역이 이루어지는 것이 원칙이었으나, 시간이 지남에 따라 공무역이 이루어지기도 전에 일본 귀족 층에서 가신을 파견하여 사절단과 사무역을 행한 사례도 심심치 않게 찾아볼 수 있다.
그뿐만 아니라 발해 사신 가운데는 자신이 상인이 되어 일본 측의 관리나 상인들을 상대로 직접 교역에 나섰던 이들도 적지 않았다. 아울러 사신이 개인 명의로 일본 측의 관리 등과 선물을 주고받는 것 역시 양국 간에 이루어진 교역의 한 형태로 분류할 수 있다.
이 외에도 발해의 상인이 직접 일본에 가서 사무역을 행한 사례도 확인된다. 『속일본기』 권16의 천평 18년조(746)에 의하면 발해인과 철리국 사람(鐵利國人) 1,100명이 일본 데와국[出羽國]에 상륙하여 머물렀다고 한다. 이때 일본으로 건너 온 사람의 숫자가 무려 1,100명에 달하였다는 점이나 옷과 양식을 주어 돌려보냈다는 점으로 미루어 일정한 교역 활동이 전개되었던 것으로 생각된다.
한편, 그 동안의 연구에 따르면 발해는 담비 가죽, 호랑이 가죽, 곰 가죽, 인삼, 꿀 등을 일본에 수출하였고, 비단, 명주, 실, 면, 수은, 금칠, 수정 염주 등을 수입하였다. 여기서 흥미로운 사실은 발해가 일본으로부터 비단과 명주 등 섬유 제품의 원료를 수입하는 대신 짐승의 가죽을 일본에 수출하는 경우가 많았다는 점이다. 이는 양국 간의 기후 차이에 따른 동식물의 생장과 관련 있는 것으로 보인다.

## 같이 보기
- 속일본기
- 견발해사
- 신당서
- 일본 삼대 실록(日本三代實錄)
- 삼국사기

## 참고자료

### 논문
「8～9세기 발해와 일본의 경제외교와 대재부」,『고구려연구』22,박진숙,고구려연구회,2006.
「발해의 대일본외교 연구」,,박진숙,충남대학교 박사학위논문,2001.
「8세기 후반 발해의 대일본외교와 교역」,『사학연구』81,조이옥,한국사학회,2006.

### 저서
『발해정치외교사』, 김종복, 일지사, 2009.
『발해 문왕대의 지배체제 연구』, 김진광, 박문사, 2012.
『발해정치사연구』, 송기호, 일조각, 1995.
『한국 고대무역사 연구』, 윤재운, 경인문화사, 2006.
『발해의 대외관계사』, 한규철, 신서원, 1994.

### 편저
발해와 일본의 관계」, 구난희, 동북아역사재단, 2007.
「발해의 무역」, 윤재운, 동북아역사재단, 2007.
「사회⋅경제구조」, 임상선, 국사편찬위원회, 1996.
「일본과의 관계」, 한규철, 국사편찬위원회, 1996.